# Saint-André-et-Appelles
Saint-André-et-Appelles es una comuna francesa en la región administrativa de Aquitania, en el área urbana de Bergerac, Distrito de Libourne, departamento de Gironda. Se extiende por una área de 10,26 km² con 702 habitantes, según el censo de 2011, tiene una densidad de población de 68 hab/km².
La actividad principal es la agricultura, silvicultura y pesca (45.7 % de los asalariados), seguido de la construcción (25.7 %) y el comercio y transporte (12.9%).
Se han encontrado en la región dagas de la Edad de Piedra y un menhir.
Pierre-Anselme Garrau (1762-1819), político francés, comisario del ejército revolucionario, miembro de la Asamblea y de la Convención, miembro del Consejo de los 500 y opositor al 18 Brumario, fue vecino del pueblo, donde murió tras regresar del exilio.
Una estela en Pont-de-la-Beuze, a la entrada del pueblo, rinde homenaje a Jean Blondel, alcalde ejecutado por los alemanes en 1944.